# ارزوئيه
ارزوئيه (بالفارسية: ارزوئیه) هي مدينة في محافظة كرمان في إيران. هذه المدينة هي مركز مدينة أرزوئيه وتقع على بعد 260 كيلومتراً جنوب غرب كرمان وتعتبر أحد الأقطاب الزراعية لمحافظة كرمان. يقدر عدد سكانها بـ 5,668 نسمة .